# Parafia Najświętszej Maryi Panny Wniebowziętej w Żegocinie
Parafia Najświętszej Maryi Panny Wniebowziętej w Żegocinie – parafia rzymskokatolicka należąca do dekanatu czermińskiego diecezji kaliskiej. Parafia liczy 1262 wiernych.
Do parafii należą wierni wyznania rzymskokatolickiego z następujących miejscowości: Grab, Łęg (część), Pieruszyce (część), Robaków, Żbiki i Żegocin.

## Historia
Nazwa wsi pojawiła się pierwszy raz w dokumencie pisanym w 1391. Miejscowość należała w XIV wieku do rodziny Żegockich. W XV-XVI wieku dziedzicami byli Suchorzewscy herbu Zaremba, Miniszewscy herbu Tur i Swinarscy herbu Poraj. Kolejnymi właścicielami byli: Gajewscy, Szołdrscy i Radońscy. W XIX w. znalazła się w rękach Józefa Chłapowskiego herbu Dryja (1852-1915) i jego żony Teofili Tekli Chłapowskiej (Woroniecka h. Korybut) ze Zbaraża. Małżeństwo założyło w parafii ochronkę dla dzieci oraz pierwsze w Wielkopolsce parafialne Kółko Włościanek.
Parafię erygowano w XIV wieku. Pierwszy drewniany kościół w 2 poł. XVI wieku znalazł się w rękach protestantów. Katolicy odzyskali go w 1606. Po spaleniu pierwszej świątyni wzniesiono obecny kościół w 1714. Była to fundacja Mikołaja Swinarskiego dziedzica Żegocina. W świątyni znajduje się obraz z początku XVII wieku, przedstawiający Matką Bożą z Dzieciątkiem. Kościół parafialny jest siedzibą regionalnego sanktuarium maryjnego. Obraz koronował w 1965 kardynał Stefan Wyszyński.

## Proboszczowie
- ks. kan. Marek Kozica – od 1998[5]
- ks. B. Urbański (1992-1998)
- ks. C. Wojciechowski (1958-1992)
- ks. Joachim Behnke (1953-1958)
- ks. F. Januchowski (1946-1953)